# Michel Vaspart
Michel Vaspart, né le 22 février 1948 à Créteil, est un homme politique français. Il est élu sénateur des Côtes-d'Armor en 2014.

## Biographie
Chef d'entreprise de profession, il est maire de Pleudihen-sur-Rance depuis avril 1992 (réélu en mars 2014), 1er vice-président de Dinan Communauté. Il a été conseiller général du canton de Dinan-Est de 2001 à 2014.
Il se présente aux élections législatives de 1997, de 2002, de 2007 et de 2012. Il échoue respectivement face à Charles Josselin, à Jean Gaubert et à Viviane Le Dissez.
Tête de liste UMP lors des élections sénatoriales de septembre 2014, il emporte l'un des trois sièges détenus par la gauche.
Au Sénat, il est membre de la Commission du développement durable, des infrastructures, de l'équipement et de l'aménagement du territoire et de la Délégation sénatoriale aux entreprises, dont il est élu vice-président à la suite du renouvellement de septembre 2017. Il préside également le groupe d'études "Mer et Littoral" du Sénat.
Il soutient François Fillon pour la primaire présidentielle des Républicains de 2016.
Il parraine Laurent Wauquiez pour le congrès des Républicains de 2017, scrutin lors duquel est élu le président du parti.

## Carrière politique
- 1992-2016 : Maire de Pleudihen-sur-Rance.

- 2001-2014 : Conseiller général de Dinan Est.

- Premier Vice-président de la CODI devenue Dinan communauté.
- Depuis 2014 : Sénateur des Côtes-d'Armor.